# نصف قطر بور
بالنسبة لذرة الهيدروجين حسب نموذج نيلس بور، نصف قطر بور هو بعد المسافة بين الإلكترون عن نواة ذرة الهيدروجين (أي البروتون). وطبقا للنظرية الموجية للإلكترون كما تصفها ميكانيكا الكم فإن حل معادلاتها يعطي نصف قطر بور، وهو يعادل بالتقريب نصف القطر الحقيقي لمدار الإلكترون في ذرة الهيدروجين. وقد سمي نصف قطر بوهر تخليدا للعالم نيلس بور (أو نيلس بوهر) الذي اقترح النموذج الذري لذرة الهيدروجين في أوائل القرن الماضي.
| {\displaystyle a_{0}\ =\ {\frac {h^{2}\varepsilon _{0}}{\pi m_{e}q_{e}^{2}}}} |

حيث أن:
- {\displaystyle h} هي ثابتة بلانك
- {\displaystyle \varepsilon _{0}} سماحية الفراغ
  - {\displaystyle \epsilon _{0}=8{,}854\ 187\ 817\dots \times 10^{-12}} F·m−1.
- {\displaystyle m_{e}} هي كتلة الإلكترون
- {\displaystyle q_{e}} هي شحنة الإلكترون

## حساب نصف قطر بور
بالتعويض عن الثوابت في معادلة نصف القطر لذرة الهيدروجين وباستخدام الثوابت طبقا ل لجنة بيانات العلوم والتكنولوجيا ، مع استخدام المعادلة الدقيقة لنصف القطر التي تأخذ ثابت البناء الدقيق لذرة الهيدروجين، نحصل على :
{\displaystyle a_{0}={\frac {4\pi \epsilon _{0}\hbar ^{2}}{m_{e}e^{2}}}={\frac {\hbar }{m_{e}\,c\,\alpha }}}
where:
{\displaystyle \epsilon _{0}\ } سماحية الفراغ الكهربائية
{\displaystyle \hbar \ } ثابت بلانك المعدل
{\displaystyle m_{e}\ } كتلة الإلكترون
{\displaystyle e\ } الشحنة الأولية
{\displaystyle c\ } سرعة الضوء في الفراغ
{\displaystyle \alpha \ } ثابت البناء الدقيق لذرة الهيدروجين.
بالتعويض عن القيم نحصل على:
نصف قطر ذرة الهيدروجين = 5.2917720859 ×10−11 متر
أي بالتقريب 53 بيكومتر أو 0.53 أنجستروم.
ورغم أن النموذج الذري لبوهر لم يكن آنذاك يصف ذرة الهيدروجين بدقة كاملة فإن نصف قطر بوهر لا يزال محتفظا بقيمته للتعبير عن مقاييس الغلاف الإلكتروني في الذرات عند حسابها باستخدام ميكانيكا الكم التفصيلية. ولذلك فيستخدم نصف قطر بوهر كوحدة في الفيزياء الذرية.
وجدنا نصف قطر بور 53و0 أنجستروم، أي نحو نصف أنجستروم ولذلك فالأنجستروم هو وحدة مناسبة لوصف المسافات بين الذرات في المواد الصلبة والسائلة، وعلى الأخص عند دراسة البناء البلوري للمعادن والمركبات الكيميائية ووالمركبات العضوية.

## كتلة الإلكترون المخفضة
يلاحظ أنه عند حساب نصف قطر بوهر استخدمنا كتلة الإلكترون عوضا عن الكتلة المخفضة للإلكترون (التي تراعي ارتباط الإلكترون بالبروتون في الذرة). ومن أجل الحصول على نصف قطر بوهر بدقة أكبر فلا بد من استخدام كتلة الإلكترون المخفضة.
و نقوم بذلك التعديل حيث أن نصف قطر بوهر يدخل في تعيين نصف قطر مدار الإلكترون في الذرات الكبيرة أيضا، وفيها تختلف كتلة الإلكترون المخفضة عن مقدارها في ذرة الهيدروجين. ذلك لأن كتلة الإلكترون المخفضة تعتمد على كتلة نواة الذرة التي يدور حولها الإلكترون.
وينتمي نصف بوهر للإلكترون إلى وحدتي طول آخرتين تتعلقان بكتلة الإلكترون وخاصيته الموجية ، وهما :
طول موجة كومبتون للإلكترون = {\displaystyle \lambda _{e}\ }
نصف القطر الكلاسيكي (ميكانيكا كلاسيكية) للإلكترون = {\displaystyle r_{e}\ }.
ويعين نصف قطر بوهر من كتلة الإلكترون {\displaystyle m_{e}} و== ثابت بلانك المخفض == {\displaystyle \hbar \ } و شحنة الإلكترون {\displaystyle e\ }.
كما نعين طول موجة كومبتون للإلكترون من h ثابت بلانك وكتلة الإلكترون {\displaystyle m_{e}} و سرعة الضوء {\displaystyle c\ }.
ونعين نصف القطر الكلاسيكي للإلكترون من {\displaystyle m_{e}\ } و {\displaystyle c\ } و {\displaystyle e\ }.
وكل طول من تلك الأطوال يمكن كتابته باستخدام ثابت البناء الدقيق {\displaystyle \alpha \ } للذرة، فنحصل على:
{\displaystyle r_{e}={\frac {\alpha \lambda _{e}}{2\pi }}=\alpha ^{2}a_{0}.}
وبأخذ تأثير كتلة الإلكترون المصغرة في الاعتبار فيمكننا حساب نصف قطر بوهر بالمعادلة:
{\displaystyle \ a_{0}^{*}\ ={\frac {\lambda _{p}+\lambda _{e}}{2\pi \alpha }},}
حيث
{\displaystyle \lambda _{p}\ } طول موجة كومبتون للبروتون.
{\displaystyle \lambda _{e}\ } طول موجة كومبتون للإلكترون.
{\displaystyle \alpha \ } ثابت البناء الدقيق للذرة.
وبذلك نكون قد أخذنا تأثير كتلة الإلكترون المخفضة (أي الإلكترون المرتبط بالذرة وليس حرا) في الحسبان عن طريق استخدام طول موجة كومبتون للإلكترون والتي يزيد طولها قليلا عن عن طول موجة كومبتون للإلكترون الحر. ولحساب طول موجة كومبتون للإلكترون في ذرة الهيدروجين نجمع طول موجة كومبتون للإلكترون إلى طول موجة كومبتون للبروتون.

## اقرأ أيضا
- ميكانيكا الكم
- نموذج بور
- تموج كمومي
- مبدأ عدم التأكد
- حالة قاعية
- تحلل ألفا

## وصلات خارجية
- ميكانيكا الكم (موسوعة ستانفورد للفلسفة)
- ميكانيكا الكم
- كل شيء تريد معرفته عن العالم الكمومي — من مجلة العالم الجديد.
- تاريخ ميكانيك الكم
- تطورات جديدة في فهم العلاقة بين الفيزياء الكلاسكية-الكمومية
- مجموعة دروس قابلة للتنزيل حول ميكانيك الكم
- مقدمة للميكانيك الكمومي
- محاضرات ثلاث لهانز بيثي